# Mellette
Mellette város az Amerikai Egyesült Államok Dél-Dakota államában, Spink megyében. Lakosainak száma 199 fő (2020. április 1.).

## Népesség
A település népességének változása:

| 2010 | 210 |
| 2020 | 199 |